# LobbyFacts
LobbyFacts ist ein von LobbyControl, Corporate Europe Observatory und  Friends of the Earth Europe betriebenes Portal gleichen Namens. Dort werden die Daten des EU-Transparenzregisters über Lobbyaktivitäten von Unternehmen, Verbänden, Agenturen und Nichtregierungsorganisationen verständlich bereitgestellt.

## Arbeit
LobbyFacts macht seit der Gründung 30. September 2014 die Angaben des EU-Transparenzregisters allgemein zugänglich. Der Unterschied zu dem EU-Transparenzregister ist die Aufbereitung der Daten durch Vergleich und Bewertung sowie des Verlaufs.
Die Notwendigkeit einer Überarbeitung des EU-Transparenzregisters, damit man leichter herausfinden kann, wer Lobbyarbeit bei der EU leistet, wurde 2018 auch vom Europäischen Parlament erkannt.